# Раджин-Сонбон
Раджин-Сонбон — особлива економічна зона у Північній Кореї площею 746 км², що розташована неподалік кордону з Китаєм та Росією. Зона створена в 1991 році з метою забезпечити надходження до країни стабільної іноземної валюти. Столицею зони є місто Расон, яке після створення зони в 1993 році відокремили від провінції Північна Хамгьон. Місту надано статус керованого безпосередньо урядом.
| Прапор КНДР | Це незавершена стаття про Північну Корею. Ви можете допомогти проєкту, виправивши або дописавши її. |